# タイ政府庁舎
政府庁舎 (タイせいふちょうしゃ、 タイ語：ทำเนียบรัฐบาล、RTGS： thamniap ratthaban)は、タイ王国の首都バンコクにある政府庁舎。

## 歴史
コラド・フェローチとエルコレ・マンフレディの設計の下に1925年に完成した。
2008年のタイ政治危機の際、民主人民同盟（PAD）の抗議者らによって政府庁舎を包囲された。また、 政府庁舎は2013年12月、2013年から2014年のタイ政治危機の際にも包囲されている。

## 建物
政府庁舎にはタイ王国首相の執務室が置かれている。